# 不规则腰带虫
不规则腰带虫（学名：Cypassis irregularis）为圆管虫科腰带虫属的动物。分布于中美和南美沿海、加利福尼亚湾以及中国东海、西沙群岛等海域。